# Christian Schmölzer
Christian Schmölzer (* 25. Juni 1968 in Möllbrücke) ist ein ehemaliger österreichischer Fußballtorhüter und aktueller Sportmanager. Der breiteren Öffentlichkeit wurde er als Turnierdirektor der EURO 2008 in Österreich und der Schweiz bekannt. Aktuell ist er Geschäftsführer der Fußball-Akademie Kärnten.

## Karriere
Schmölzer hütete zunächst das Tor des Kärntner Klubs SV Spittal/Drau in den Jahren 1985 bis 1988. Nach einem Autounfall musste er seine Fußballerkarriere bis 1991 unterbrechen, danach spielte er für ein halbes Jahr beim Kremser SC.
In der Saison 1991/92 engagierte der österreichische Rekordmeister Rapid Wien den Kärntner für eine Saison. Anschließend wechselte er innerhalb Wiens für zwei Jahre zum Favoritner AC.
1994 kam er schließlich zur Wiener Austria, wo er auf Anhieb für ein Jahr zum Stammtorhüter wurde. Danach wurde die Konkurrenz durch Franz Wohlfahrt zu groß und Schmölzer musste in zweite Glied zurück. Nach einem Intermezzo 1997/98 beim ASK Kottingbrunn beendete er seine Karriere wiederum bei den Veilchen im Jahr 1999. Bis 2001 wechselte er dann ins Trainerteam der Wiener, wo er als Tormanntrainer werkte.
Anschließend wechselte er in den administrativen Bereich des Fußballsports. Zwischen 2001 und 2004 war Schmölzer stellvertretender Vorstand der österreichischen Fußball-Bundesliga. Ab 1. Oktober 2004 arbeitete er dann als Turnierdirektor der Fußball-Europameisterschaft 2008, nachdem er ab 1. März desselben Jahres nur einfacher Mitarbeiter war.
Seit 3. August 2009 hat Schmölzer die Klubführung beim österreichischen Fußballbundesligisten SK Sturm Graz. Dort hat er, ausgenommen der sportlichen Ebene, die weiterhin von Oliver Kreuzer betreut wird, die operative und wirtschaftliche Leitung des Vereins inne.
Nach seiner Fußballerkarriere studierte der Kärntner auch Handelswissenschaften an der Wirtschaftsuniversität Wien und beendete das Studium im Jahr 2002.